# Брагин, Александр Михайлович
Александр Михайлович Брагин (настоящая фамилия Брагинский; 25 октября (6 ноября) или 3 (15) ноября 1881, Киевская губерния — 23 ноября 1953, Москва (в некоторых источниках Киев) — русский и советский оперный певец и артист оперетты (баритон), педагог вокала. Заслуженный артист Азербайджанской ССР (1926).

## Биография
Родился в семье рабочего колбасной фабрики. С семи лет начал заниматься музыкой: обучался игре на скрипке, затем на фортепиано, а с 16 лет в Киеве стал брать уроки пения у М. Медведева.
В 1896—1901 годах учился в Петербургской консерватории; педагоги — С. Габель и И. В. Тартаков. В течение нескольких лет наездами (1904—1913 годы) продолжал вокальное образование в Европе.

### Артистическая карьера
В 1900 году (в некоторых источниках 1899) дебютировал в Киевской опере в партии Валентина — «Фауст» Ш. Гуно.
Работал в нескольких антрепризах: антреприза Е. Кабанова и К. Яковлева; антреприза М. К. Максакова, выступая в различных русских городах.
- В 1905—1908 годах — солист петербургского Мариинского театра.
- В 1908—1909 годах — солист московского Большого театра.
- В 1909—1911 годах — солист петербургского Мариинского театра.
- В 1911—1915 годах — в петербургской оперетте.

С 1914 года гастролировал по России в качестве оперного, опереточного и камерного певца.
В 1922 и 1923 годах гастролировал в Берлине, в 1924—1928 годах пел в различных оперных театрах Германии.
Работая на стационарных сценах, одновременно много гастролировал с концертами. Концертный репертуар певца составляли произведения М. Глинки, А. Даргомыжского, М. Мусоргского, Н. Римского-Корсакова, П. Чайковского, С. Рахманинова, И. С. Баха, Л. Бетховена, В. А. Моцарта, Ф. Шуберта, Р. Шумана, Х. Вольфа; постепенно, ввиду новых политических веяний, репертуар пополнялся произведениями советских композиторов: Р. М. Глиэра, С. Василенко, Д. Кабалевского, Т. Хренникова, А. Хачатуряна, Ю. Шапорина.
Певец записывался на грампластинки: в Петербурге («В. И. Ребиков», 1903, 1904; «Бека», 1905; «Омокорд», 1910; «Сирена», 1910, 1913—14; «Граммофон», 1904, 1910, 1912; «Янус Рекорд», 1910; «Пате» (Pathé), 1911; РАОГ («Орфеон», 1912) и Киеве («Экстрафон», 1912, 1915). Часть записей хранится в ГЦММК. Особо следует отметить записи, организованные к празднованию столетия Отечественной войны 1812 года — в них певец принял активное участие, это были: военная музыка, марши, песни, романсы, специально созданные к столетнему юбилею победы; в список записей входили также хоры, военные сигналы русской и французской армий, даже любимая песня Наполеона «Разлука».
Архивная запись певца — романс «Поэт» Кроткова (сентябрь 1910, HMV, запись выпущена на CD «Kleines Historisches Sänger Lexikon» Russland 7 A 1, № 5).
Пел под управлением Ф. М. Блуменфельда, Э. А. Крушевского и А. Шеффера.
В 1924 году оставил сценическую деятельность.
Умер 23 ноября 1953 года в Москве. Похоронен на Донском кладбище.

## Отзывы
Театральная энциклопедия о А. М. Брагине: «Обладал гибким и звучным голосом, славился как интерпретатор различных по характеру образов».
Пружанский А. М. писал о певце:
Обладал сильным голосом мягкого густого тембра и широкого диапазона, легко преодолевал тесситурные трудности (свободно брал верхний си-бемоль) не только баритонального, но и басового репертуара (партия Мефистофеля — «Фауст» Ш. Гуно). Исполнение отличалось музыкальностью и точной по смыслу фразировкой. В начале его артистической деятельности критика отмечала недостаточность драматического мастерства. Перейдя в оперетту, Брагин овладел сценическим искусством (особенно это проявилось в заглавной партии в «Горном князе» Ф. Легара). Часто выступал в оперетте «Корневильские колокола» Р. Планкета (Маркиз). Вернувшись в 1920 на оперную сцену, покорял зрителей вокально-сценическим единством образа.

## Среди оперных партий
- 1902 — «Нерон» А. Рубинштейна — Юлий Виндекс (впервые в Мариинском театре на русском языке).
- 1925 — «Трильби» А. Юрасовского — Свенгали (в Баку)
- 1929 — «Дума чорноморська» Б. Яновского — Самойла Кишка
- «Демон» А. Рубинштейна — Демон
- «Евгений Онегин» П. Чайковского — Евгений Онегин
- «Пиковая дама» П. Чайковского — Граф Томский и Князь Елецкий
- «Мазепа» П. Чайковского — Мазепа
- «Князь Игорь» А. Бородина — Князь Игорь
- «Царская невеста» Н. Римского-Корсакова — Григорий Грязной
- «Севильский цирюльник» Дж. Россини — Фигаро
- «Свадьба Фигаро» В. А. Моцарта — Фигаро
- «Дон Жуан» В. А. Моцарта — Дон Жуан
- «Риголетто» Дж. Верди — Риголетто
- «Травиата» Дж. Верди — Жорж Жермон
- «Лоэнгрин» Р. Вагнера — Тельрамунд
- «Хованщина» М. Мусоргского — Шакловитый
- «Мазепа» П. Чайковского — Василий Леонтьевич Кочубей
- «Садко» Н. Римского-Корсакова — Веденецкий гость
- «Дубровский» Э. Направника — Кирилл Троекуров
- «Кавказский пленник» Ц. Кюи — Абубекер
- «Гугеноты» Дж. Мейербера — Граф де Невер
- «Кармен» Ж. Бизе — Эскамилио
- «Ромео и Джульетта» Ш. Гуно — Меркуцио
- «Гамлет» А. Тома — Гамлет
- «Лакме» Л. Делиба — Нилаканта
- «Аида» Дж. Верди — Амонасро
- «Бал-маскарад» Дж. Верди — Ренато
- «Тоска» Дж. Пуччини — Скарпиа
- «Паяцы» Р. Леонкавалло — Тонио и Сильвио
- «Девушка с Запада» Дж. Пуччини — Джек Ренс

Партнёры: А. М. Давыдов, И. В. Ершов, В. И. Куза, А. Ф. Мишуга, К. Т. Серебряков, М. А. Славина, М. И. Фигнер, М. Б. Черкасская, Ф. И. Шаляпин.

### Режиссёрская деятельность
- 1925 — «Корневильские колокола» Р. Планкета (в Ташкенте)
- 1940 — «Евгений Онегин» П. Чайковского (в оперной студии при Киевской консерватории)

## Педагогическая деятельность
- 1930—1931 — преподавал в Одесской консерватории (и. о. профессора).
- 1932—1934 — в ГИТИСе.
- 1933—1936 и 1944—1949 — преподавал в Большом театре (Вокальная студия).
- Март — сентябрь 1934, 1936—1937 — педагог Московской консерватории.
- 1938—1939 — во Фрунзе.
- 1939—1941 — Киевская консерватория (с 1940 г. — профессор)
- 1941—1943 — Ташкентская консерватория.
- 1944 — Бакинская консерватория.

С 1944 г. — Московская филармония (занимался с молодыми певцами).
Среди учеников: В. А. Кобржицкий, С. Я. Коган, П. Селиванов, К. Таранова, Н. С. Фокин, С. Хромченко.
О наставнических советах А. М. Брагина вспоминал в своей мемуарной книге певец Владимир Бунчиков: «Скоро премьера „Риголетто“. Подходит ко мне как-то Александр Михайлович Брагин и говорит: „Голубчик, так нельзя петь, вы много голосу даете, а ведь вам ещё петь два акта. Петь надо экономно. А так вам не хватит сил“. Я хорошо это запомнил на всю жизнь…».